# Clinch
Ein Clinch bezeichnet in verschiedenen Kampfsportarten das erlaubte oder unerlaubte Umklammern des Gegners.
Im Boxsport ist das Umklammern des Gegners regelwidrig. Dies geschieht oft aus Erschöpfung oder um einem K. o. vorzubeugen. Der Ringrichter verwarnt Boxer für dieses unfaire und verbotene Verhalten; wiederholter Einsatz des Clinchs durch einen Boxer kann zu einem Kampfabbruch führen.
Im Muay Thai wird der Clinch regelkonform verwendet, um den Gegner dann mit Kniestößen zu treffen.
Es gibt im Muay Thai eine Reihe von Clinch-Techniken, um den Gegner im Kampf zu kontrollieren oder ihn einfach zu Boden zu werfen.
Umgangssprachlich bedeutet „mit jemandem im Clinch liegen“ mit jemandem Streit haben.